# Sant Miquel d'Estopanyà
Sant Miquel d'Estopanyà és una ermita romànica restaurada al municipi d'Estopanyà, a la Franja de Ponent.
Té dues portes d'accés, l'originària és la que es troba a migdia. Sosté una campana en un petit campanar situat vora l'àbside.
L'àbside, el mur sud i la porta que s'hi troba són originals.
És vinculada al castell, les restes del qual són apreciables sobre el penyal rocós, d'origen musulmà i conquerit l'any 1056 per Arnau Mir de Tost a les ordres del comte de Barcelona Ramon Berenguer I. Posteriorment i fins al segle xvi fou l'església parroquial d'Estopanyà.